# Ralik
Lanac Ralik ("zalazak sunca") je niz otoka unutar otočne države Maršalovi Otoci.  Na ovoj skupini otoka, prema podacima iz 1999., živi oko 19.915.
Atoli i izolirani otoci ovog otočnog lanca su:
- atol Enewetak
- atol Ujelang
- atol Bikini
- atol Rongerik
- atol Rongelap
- atol Ailinginae
- atol Wotho
- atol Ujae
- atol Lae
- atol Kwajalein
- otok Lib
- atol Namu
- otok Jabwat
- atol Ailinglaplap
- atol Jaluit
- otok Kili
- atol Namorik
- atol Ebon

## Poveznice
- Ratak